# Хупа
Хупа на английски: Hupa е Калифорнийско индианско племе, което живее в долната част на река Тринити, най-вече в долината на река Хупа в 28 села преди европейския контакт. Културно и езиково са свързани с чилула и вилкут, които живеят на изток от тях. Малко се знае за племето преди контакта с европейците.

## Име
Името хупа идва от езика юрок, които са дали това име на долината Хупа. Самите хупа се наричат Натини’хуе (Натинук’уа).

## Население
Според изчисления, през 1770 г. наброяват около 1000 души. Днес племето има 2200 записани членове, повечето от които живеят в резервата, както и в Елк Вали Ранчерия и Тринидат Ранчерия, където се занимават предимно със земеделие, животновъдство и дърводобив.

## История
Хупа пристигат в северозападна Калифорния около 1000 г. и живеят сравнително изолирано от външни хора почти до средата на 19 век, с изключение на редките срещи с руски и испански кораби и американски трапери. По време на Калифорнийската златна треска през 1849 г. хиляди авантюристи и миньори пристигат в родината им. През 1864 г. американското правителство създава резервата Хупа (365,4 км2) в Хупа Вали за хупа и останалите групи в района.

## Култура
Техните домове от червен кедър, дълбаните канута, плетените шапки и някои елементи на устната им история ги класифицират към културната област на Северозападното крайбрежие, но заимстваните елементи от Калифорнийската култура ги нареждат към народите на Калифорния. Нямали са официално политическо лидерство. Вместо това хората били класирани според притежаваното богатство.
Основна обществена единица е семейството. Няколко свързани патриархални семейства образуват по-голяма група или село. Между 10 и 15 села са действали неформално заедно само при дейности свързани с религиозни церемонии и при изграждането на общи бентове за улов на сьомга.
През по-голямата част от годината семействата живеели в еднофамилни дървени домове от трупи и дъски от червен кедър, с централно огнище и вкопани в земята. Във всяко село имало една или повече къщи за изпотяване, подобни на семейните. Жените и момичетата спяли в семейната къща, а мъжете и момчетата в къщите за изпотяване. По времето за събирането на жълъдите използвали временни колиби.
Не са носели много дрехи. Мъжете обикновено ходели голи или използвали набедрена превръзка. Жените носели нещо като пола от две парчета еленова кожа и си татуирали брадата с три вертикални ивици. В студеното време и при пътуване обличали гамаши, наметала и мокасини. И двата пола носели косите си дълги и си слагали различни украшения на ушите.
Погребвали мъртвите си увити в кожи с личните им вещи. Роднините си режели косите в знак на траур. След 5 дни душата на мъртвия отивала в отвъдния тъмен свят. Шаманите имали щастието душите им да отидат на небето.
По време на жизнения цикъл са съблюдавани различни забрани и ограничения и се извършвали различни религиозни ритуали. Бебетата нямали официални имена поне до пет годишна възраст. От осмата си година момчетата се присъединявали към бащите си в къщата за изпотяване и оставали да живеят с тях. Подрастващите момичета по време на пубертета се смятали за нечисти и живеели отделно. Момичетата се омъжвали на 15 – 16 години, а момчетата встъпвали в брак малко по-късно. Сватбата била повод за празник и размяна на дарове. Само богатите мъже можели да си позволят повече от една жена. В случай на развод, който бил много лесен, цената платена за жената трябвало да се върне ако двойката е бездетна.
Повечето мъже и жени работели усърдно и упорито. Мъжете ловували елени и други животни, и ловяли риба. Жените събирали миди, различни растения, диви плодове, ядки, семена и корени. Не ядяли влечуги, земноводни (с изключение на костенурки), ларви, насекоми и някои птици.